# Reigns (Computerspiel)
Reigns ist ein Strategiespiel, welches von Nerial entwickelt und von Devolver Digital herausgegeben wurde. Es spielt in einer fiktiven mittelalterlichen Welt, in der der Spieler in die Rolle eines Monarchen schlüpft, welcher das Königreich durch Annehmen bzw. Ablehnen von Vorschlägen von Beratern regiert. Das Spiel wurde im August 2016 für Android, iOS, Linux, macOS und Windows veröffentlicht.
Eine Fortsetzung mit dem Titel Reigns: Her Majesty, in welcher der Spieler eine Königin spielt, wurde im Dezember 2017 veröffentlicht. Reigns und die Fortsetzung kamen im September 2018 unter dem gemeinsamen Titel Reigns: Kings & Queens für die Nintendo Switch auf den Markt. Der dritte Teil der Serie, Reigns: Game of Thrones, wurde im Oktober 2018 publiziert. Ein weiterer Nachfolger, der im Weltraum spielt, mit dem Titel Reigns: Beyond wurde am 6. November 2020 veröffentlicht.
In der Rolle eines mittelalterlichen Königs streicht der Spieler eine Karte, die einen Berater darstellt, nach rechts oder links, um seinen Vorschlag anzunehmen oder abzulehnen. Jede Entscheidung hat eine Konsequenz und verändert das Gleichgewicht zwischen den vier Säulen der Gesellschaft: die Kirche, das Volk, das Militär und das Geld. Die Herrschaft des Königs endet, wenn einer der vier Balken voll oder leer wird, und das Spiel wird fortgesetzt, wobei der Spieler seinen Erben kontrolliert. Verschiedene Ereignisse im Spiel können auch zum Untergang des Königs führen.
Im Laufe des Spiels kann der Spieler verschiedene Arten von Ereignissen erleben, die Teil der Story sind oder durch Entscheidungen des Spielers verursacht werden. Solche Ereignisse können einmalige oder wiederkehrende Auswirkungen auf das Spiel haben, wie z. B. den Tod des nächsten Beraters, wenn sein Vorschlag abgelehnt wird.

## Entwicklung
Entwickelt wurde das Spiel vom Londoner Computerspielstudio Nerial. In einem auf Polygon veröffentlichten Meinungsartikel kommentierte François Alliot, Hauptentwickler des Spiels, dass das Team „die Art und Weise, wie unsere Gesellschaft mit Komplexität umgeht, verspotten wollte“ und nannte den Brexit als Beispiel. Die Entwickler wollten dem Spieler das Gefühl geben, dass die Trennung zwischen der Einfachheit des „swipe“-Kontrollsystems und den Folgen ihrer Entscheidungen unweigerlich zum Untergang des Königs am Ende jeder Herrschaft führen.
Der interaktive Soundtrack des Spiels ist auf Steam unter dem Titel Songs of Reigns erhältlich.

## Rezeption
Laut Metacritic hat Reigns „allgemein positive“ Bewertungen erhalten. Die Kritiker lobten die Einfachheit des Kontrollsystems und stellten fest, dass es mit der Benutzeroberfläche in der sozialen App Tinder vergleichbar ist. Allerdings fand Alex Hern vom Guardian bestimmte Entscheidungen im Spiel „unsinnig“ und mit unklaren Folgen.
Das Spiel gewann den internationalen Wettbewerb auf der Ludicious Convention 2017. Es wurde für die Kategorie „Bestes Handyspiel“ der Unity Awards 2016 nominiert.